# Wanda Wesołowska
Wanda Wesołowska (ur. 11 sierpnia 1950 we Włocławku) – polska zoogeograf, arachnolog i ornitolog; opisała ponad 500 nowych gatunków pająków z rodziny skakunowatych.

## Życiorys
W 1968 roku rozpoczęła studia z biologii na Wydziale Biologii i Nauk o Ziemi Uniwersytetu im. Adama Mickiewicza w Poznaniu, które w 1973 skończyła z tytułem magistra biologii. W latach 1973–79 obejmowała stanowisko asystenta w Wyższej Szkole Rolniczo-Pedagogicznej w Siedlcach. W latach 1978–82 odbyła studia doktoranckie na Wydziale Nauk Przyrodniczych Uniwersytetu Wrocławskiego i w 1984 roku otrzymała tytuł doktora nauk przyrodniczych w zakresie zoologii. Pracowała w ówczesnej Wyższej Szkole Rolniczo-Pedagogicznej w Siedlcach, a od 1985 na Uniwersytecie Wrocławskim, gdzie kolejno obejmowała stanowiska asystenta, adiunkta, profesora zwyczajnego i profesora nadzwyczajnego. Habilitację uzyskała w 2000 roku na podstawie rozprawy pt. Rewizja rodzaju Menemerus w Afryce (Araneae, Salticidae), a tytuł profesora w 2009 roku.

## Dorobek naukowy
Jej pierwsze prace naukowe dotyczyły ptaków, ale późniejsze badania koncentrowały się na arachnologii, zwłaszcza taksonomii i zoogeografii pająków z rodziny skakunowatych. Jej dorobek obejmuje 120 publikacji naukowych w tym zakresie, w tym opisy 530 nowych gatunków i 30 nowych rodzajów skakunowatych (więcej nowych gatunków pająków z tej rodziny opisał tylko Eugène Simon), szczególnie z kontynentu Afryki oraz Bliskiego Wschodu.